# Jeanette Rose Grant-Woodham
Jeanette Rose Grant-Woodham (sinh ngày 13 tháng 7 năm 1938) là một chính trị gia người Jamaica. Bà là Chủ tịch Thượng viện Jamaica từ ngày 21 tháng 8 năm 1984 đến 1989. Bà sinh ra tại Ocho Rios.